# ビエルタン

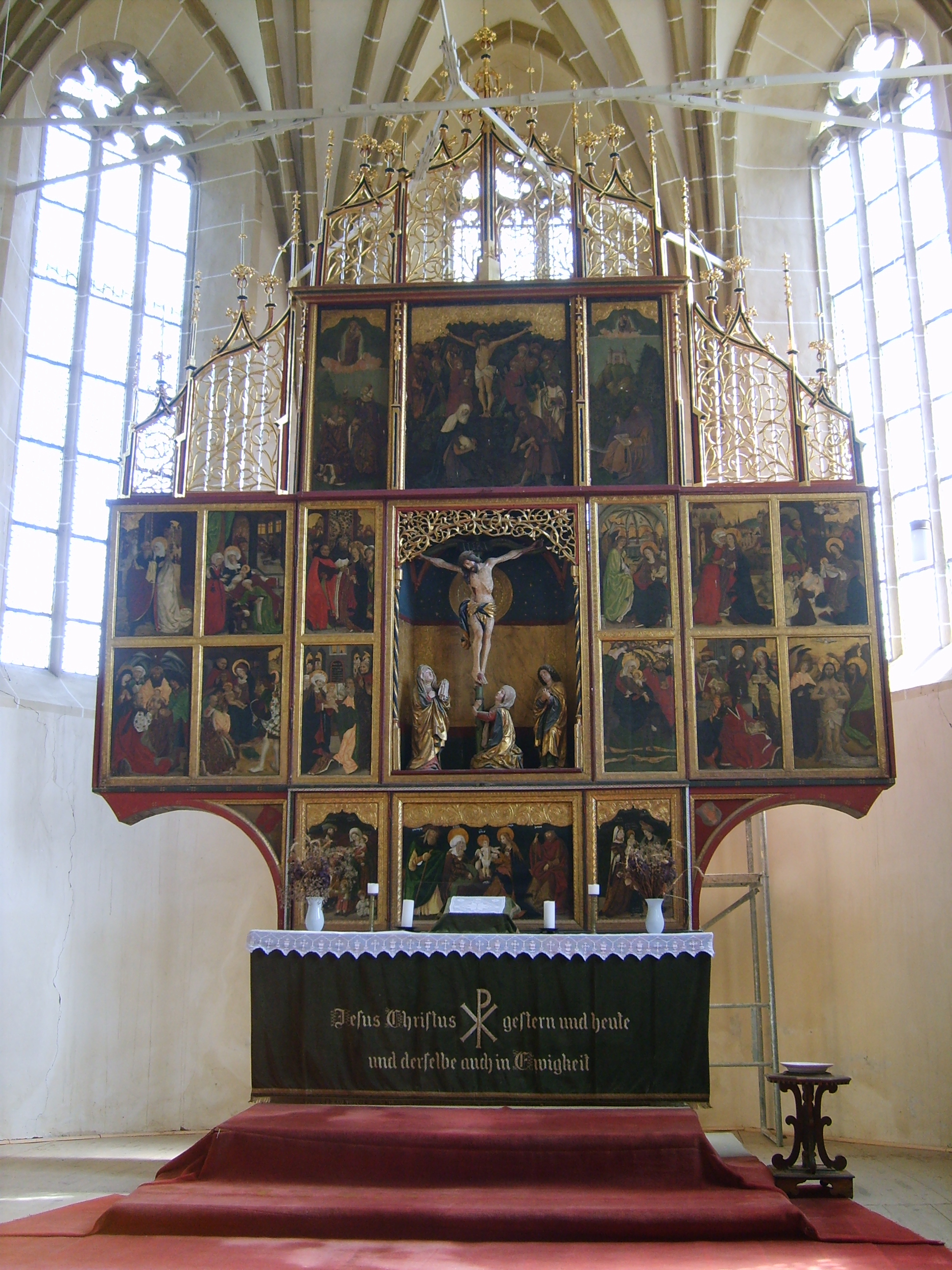
ビエルタンの要塞聖堂の祭壇

ビエルタン（Biertan）は、ルーマニアのトランシルヴァニア地方シビウ県に属するコミューンである。ドイツ語名はビルトヘルム（ドイツ語: Birthälm）、ハンガリー語名はベレタロム（ハンガリー語: Berethalom）という。
ビエルタンにあるゴシック様式の要塞聖堂を持つ村落は、「トランシルヴァニア地方の要塞聖堂のある村落群」としてユネスコの世界遺産に登録されている。

## 地理
ビエルタンはシビウ県北部に位置し、県都シビウの北東 80km、Mediaşからは直線距離で東に15 km（道なりには34 km）、ルーマニアの国道14号（DN14）からは18km に位置している。2002年時点での人口は約3000人である。

## 人口
2002年の国勢調査によれば、ルーマニア人68.58%、ロマ人22.23%、ドイツ系住民4.77%、ハンガリー系住民4.40%となっている。ビエルタンのコミューンはルーマニア語とロマ語が公用語となっており、ロマ語は道路標識や公教育の場でも用いられている。

## 歴史
1775年に、ビエルタンから5km ほどの森の中で、4世紀に遡る奉納額が発見された。「ビエルタンの奉納額」（Donariumul de la Biertan）として知られるこの奉納額は、アウレリアヌス帝の決定によりダキアのローマ行政府が撤退した時（275年）以降に、トランシルヴァニア地方にラテン語を話す人々がいたことを示すと同時に、ルーマニア人との連続性を示すものである。
ビエルタンは、トランシルヴァニア地方における最初のドイツ人居住地の一つである。この集落は、1224年にハンガリー王アンドラーシュ2世によって出された金印憲章に従い「二つの座」（Deux Chaises）、つまりメディアシュやシェイカと一纏めにされていた。しかし、文書に残る最初の証言は1283年のもので、メディアシュ や モシュナ（Moşna）とともに言及がある。この3つの集落は、「二つの座」の行政上の中心地となるべく熾烈な競争を繰り広げていた。そのため、それぞれの集落はその名声を高めようとして、他よりも立派で装飾を凝らした宗教施設を建設しようとした。
1397年にビエルタンの城塞化が行われた。ザクセン人たちの他の定住地と同じように、ビエルタンも都市的な組織を有していた。つまり、家々は中央広場の周りに連なり、その広場には印象的な要塞聖堂が鎮座していた。ビエルタンの要塞聖堂は、塔と中世的な堡塁を備えた三重の城壁に守られている、ゴシック様式とルネサンス様式の調和した素晴らしいキリスト教建築物である。最初の城壁の建造は12世紀に遡るが、これは同時に最初の聖堂（聖マリア聖堂）が建造された時期でもあると考えられている。現在の聖堂は後期ゴシック様式で1487年から1524年に建造されたものである。
1572年から1867年までのおよそ300年の間、ビエルタンはthe see of the Lutheran Evangelical Bishop であり、そのことが、トランシルヴァニア地方の農村部に残る城塞建築の中では最も堅固な部類に属するものを、要塞聖堂の周りに張り巡らせることに繋がったのである。1572年には牧師ルカス・ウングレルス（Lucas Unglerus）がトランシルバニアにおけるルーテル派福音主義教会（Église évangélique luthérienne）のコミュニティの最高責任者（intendant suprême）に選出され、ビエルタンは、メディアシュのせいで失っていた精神的・宗教的に重要な地位を手に入れた。
城塞は堅固なものであったにもかかわらず、1702年の反ハプスブルクの暴動で不意に占拠された。この暴動での占拠の間、高価な祭器や価値ある文書類が盗まれ、また聖職者たちの亡骸が安置されていたクリプトも宝捜しの一環で荒らされた。
第二次世界大戦後、トランシルヴァニア地方のザクセン系住民には、ヴォルクタなどのロシア北部やシベリアに5年ほど抑留された人々が多くおり、ビエルタンの住民も例外ではなかった。
共産主義政権崩壊後、ザクセン系住民の多くはドイツ等に移住するためにビエルタンを去った。1977年にはビエルタンには1613人のザクセン系住民がいたが、1992年にはわずか280人ほどになっていた。

## 要塞聖堂
中世に建造された要塞聖堂は、丘の上に建てられた聖堂と城壁から成る。聖堂はhalle型で、建造物群の中心にある。
聖堂は1490年から1520年の間に後期ゴシック様式で建てられたもので、この様式で建てられたトランシルヴァニアの聖堂としては最後のものである。大型の記念碑的建造物であるこの聖堂には、同じ背丈の3つのhallesがある。
入り口になっているのは、西門、北門、南門である。ウィーンとニュルンベルクの親方たちはその名付け親になった。彼らは1483年から1513年にかけて当時の聖堂の素晴らしい祭壇を作り上げた。それは28枚の絵画のパネルを具えたトランシルヴァニア最大のものである。石を彫り上げた説教壇は、1500年に作られたもので、ブラショフの親方ウルリヒの作品である。
14世紀初頭に作られた聖歌隊席両端の背の高い椅子は、美術史家ジョルジェ・オプレスク（George Oprescu, 1881年-1969年）が称賛している。
聖具室の入り口は素晴らしいものである。その扉は1515年に地元の親方たちが作り上げた19個もの錠からなる非常に複雑な仕組みが採用されている。1900年のパリ万博で賞を受けたこの錠は、中世ザクセン人の工作技術の優れた例証である。当時の仕組みは今でも機能しており、観光客にも示されている。
聖堂を取り巻く要塞群は、トランシルヴァニア地方の農村部の城塞としては最も硬い部類に属する。これらの防衛施設群は、14世紀以降の3重の城壁、6つの塔、数階建ての3つの稜堡を並べたものである。
上部には、防衛用の通路、大時計、鐘がある。死者記念塔は北東部に位置し、その1階には1913年以降のこの聖堂の聖職者たちが永眠する霊廟がある。優れた墓石群はシビウのニコラウス・エリアス（Nicolaus Elias）の手になるものである。

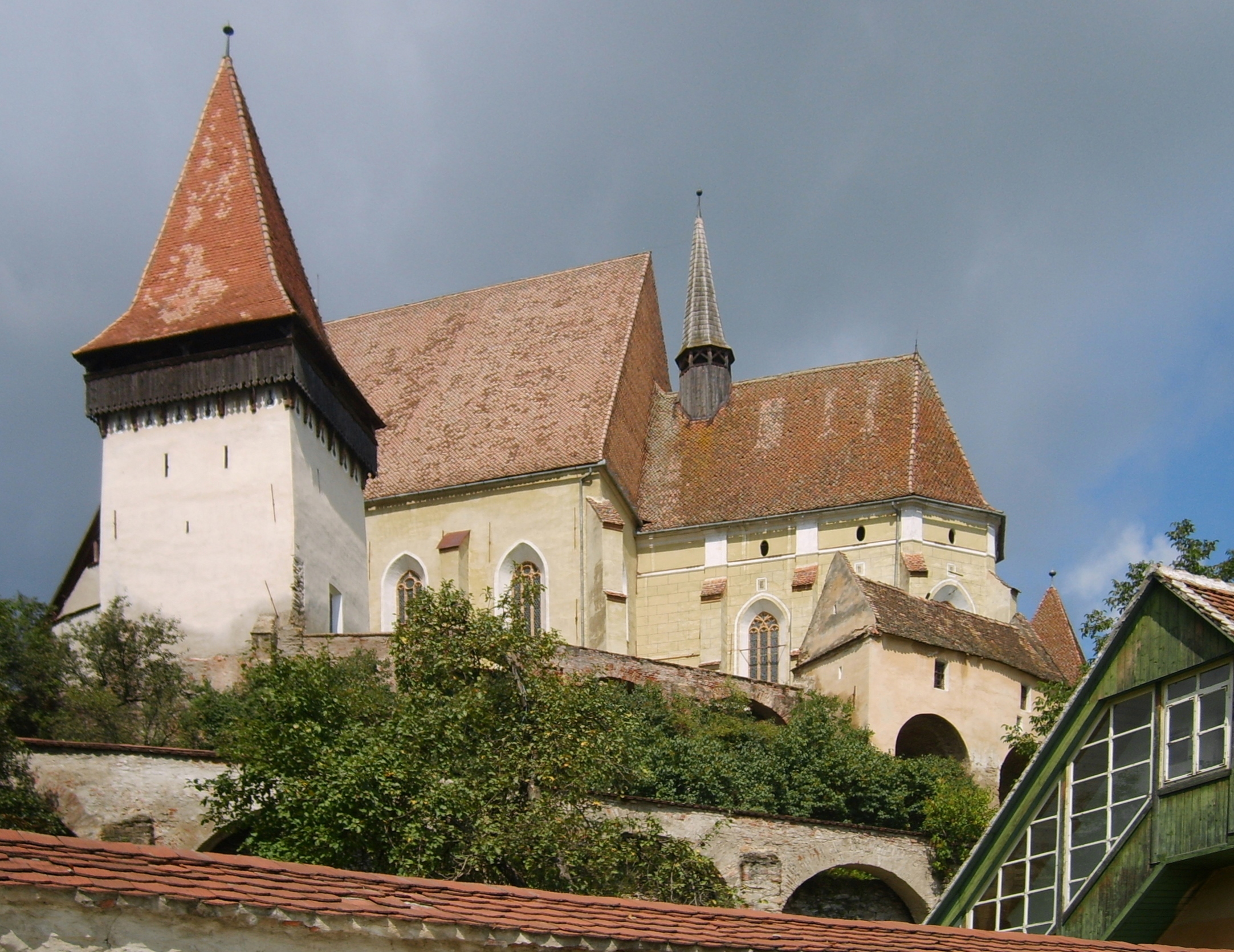
カトリックの塔と3重の防壁

カトリックの塔は南側に位置している。この塔には、マルティン・ルターの宗教改革がトランシルヴァニア地方にも広まったことで聖堂をプロテスタントが使うようになったことを受けて、ブラショフのヨハンネス・ホンテルス（Johannes Honterus, 1498年-1549年）が建てたカトリック用の礼拝堂が入っている。
東の稜堡には、かつて喧嘩をした夫婦を2週間閉じ込めていた監房があった。そこに閉じ込められている間は、食器も寝台も一人分しか与えられなかった。普段は、それで司法当局を呼ばずに仲直りをしたので、離婚はビエルタンでは非常にまれなものだった。
南東部には「ラードの塔」がある。ビエルタンの市民はそこにラードを保存していたことからその名がある。
16世紀に、城塞の東・西・南側に第三の城壁が建造された。北西部には監獄の塔があったが、1840年に取り壊され、跡地に学校が建てられた。第三の城壁の南側には入り口の塔が建てられ、西側には「織物職人たちの塔」が建てられた。
町から教会内部に入るには、町の中央広場の監視塔近くから伸びている長さ100 m の屋根付き階段を昇る。階段の出口には大きな石が置かれている。かつては日曜日になるとその上に悪事をなした人々を置き、1週間にわたり共同体全体の目にさらすためのものだった。それは、彼らを共同体に加えるための、制裁及び教育の手段として効果的に機能していたようである。
ビエルタンの聖マリア聖堂とその城塞は、ヨーロッパ各国、アメリカ合衆国、オーストラリアなどに散らばったビエルタン出身者たちの寄付によって再建された。ビエルタンの要塞聖堂は世界的に有名なもので、1993年からはユネスコの世界遺産リストに登録されている。

## 有名人
- アルトゥール・フレプス （1881年-1944年）- ドイツの将軍
- Sara Römischer (Roman)（2006年没）- 1945年から1950年にシベリアに抑留されていた女性。